# Seznam archivů na Slovensku
Archivy na Slovensku po reformě roku 2015 se dělí na státní archivy (tvoří rovnoměrně rozprostřenou síť po celém území se zvláštním postavením národního archivu působícím centrálně), ty se ještě dělí na pracoviště (zvláštní pracoviště), dále městské archivy (jeden) a speciální archivy.

## Národní archiv
- Slovenský národní archiv
  - Slovenský banský archív (do roku 2015 Štátny ústredný banský archív), specializované pracoviště SNA

## Státní archivy
- Štátny archív v Banskej Bystrici
- Štátny archív v Bratislave
  - Archív hlavného mesta Bratislavy (samostatný do roku 2015)
- Štátny archív v Košiciach
- Štátny archív v Nitre
- Štátny archív v Prešove
  - speciální pracoviště Spišský archív v Levoči
- Štátny archív v Trenčíne
- Štátny archív v Trnave
- Štátny archív v Žiline (sídlem v Bytči)

## Městský archiv
- Archiv města Košíc

## Speciální archivy
- Archív Kancelárie prezidenta Slovenskej republiky
- Parlamentný archív
- Archív Ministerstva zahraničných vecí Slovenskej republiky
- Vojenský historický archív
- Archív Národnej banky Slovenska
- Ústredný archív geodézie a kartografie
- Ústredný archív Slovenskej akadémie vied
- Archív literatúry a umenia Slovenskej národnej knižnice
- Archív Matice slovenskej
- Archív Slovenského národného múzea
- Archív výtvarného umenia Slovenskej národnej galérie
- Archív Pamiatkového ústavu
- Archív Múzea Slovenského národného povstania
- Archív Univerzity Komenského
- Archív Slovenskej technickej univerzity
- Archív Ekonomickej univerzity
- Archív Slovenského rozhlasu
- Archív Slovenskej televízie
- Národný filmový archív
- Archív Mincovne Kremnica, š. p.